# グレゴリー・イッツェン
グレゴリー・マーティン・イッツェン（Gregory Martin Itzin、1948年4月20日 - 2022年7月8日）は、アメリカ合衆国の俳優である。

## 略歴

### 生い立ち
エヴリン・ロレッタ（旧姓スミス）とマーティン・ジョセフ・イッツェンの息子としてワシントンD.C.で生まれる。六年生の時にウィスコンシン州バーリントンに引っ越し、そこで彼の父は市長を務めた。自ら俳優になることを志し、サンフランシスコのアメリカン・コンサーバトリー・シアターで訓練を受け、多くの舞台に出演した。

### キャリア
人気テレビドラマ『24 -TWENTY FOUR-』のチャールズ・ローガン大統領役で有名である。2005年の第4シーズンでチャールズ・ローガンを演じ、翌2006年開始の第5シーズンでは同役でレギュラー出演を果たし、エミー賞や全米映画俳優組合賞アンサンブル賞にノミネートされた。
また、ピューリッツァー賞受賞の舞台The Kentucky Cycleに出演し、その演技でトニー賞にノミネートされた。1970年代からテレビシリーズに出演し始める。
1980年、映画『フライングハイ』では宗教盲信者#1の役で、映画の最初のセリフを任された（最初のワンシーンのみですぐ消える）。
2005年、『24 -TWENTY FOUR-』第4シーズン途中より、アメリカ合衆国副大統領チャールズ・ローガン役でレギュラーとなる。 チャールズ・ローガンは後にアメリカ合衆国大統領となる。この役でエミー賞の助演男優賞にノミネートされた。彼は以前に第2シーズンのオーディションを受けており、プロデューサーの一人を知っていたので、オーディションを受ける必要はなかったという。シーズン6では4つのエピソードに出演した。 シーズン8ではアリソン・テイラー大統領のもとで、ロシア政府への秘密工作を行う役で出演した。この年にもエミー賞にノミネートされた。皮肉なことに、この役の前にチーズのCMで、チーズが好きではないため、"doofus"と判断された大統領候補も演じた。
2008年、『シークレット・アイドル ハンナ・モンタナ』のシーズン2最終話にゲスト出演している。『24』とは違い、ヒロインが恋する男の子の父親としてコミカルに演じている。

### 私生活
アーティストの妻（1979年結婚）、息子（1986年生まれ）、娘（1983年生まれ）と一緒にロサンゼルスで暮らしている。
"Ten Guys From Italy"と呼ばれるエンターテインメント・リーグ・チームでソフトボールをやっていた。チームメイトには俳優のマイケル・キートン、 ケヴィン・ニーロン、ジェフ・ドーセット、長編映画監督ボブ・ローガン、エド·ソロモン、テレビプロデューサーのスティーブン·ピーターマンなどがいる。

## 主な出演作品

### 映画
| 公開年 | 邦題 原題                                                           | 役名                       | 備考           |
| ------ | ------------------------------------------------------------------- | -------------------------- | -------------- |
| 1984   | ハード・ツー・ホールド Hard to Hold                                 | オーウェン                 |                |
| 1985   | ティーン・ウルフ Teen Wolf                                          | 英語教師                   |                |
| 1989   | 恋のゆくえ/ファビュラス・ベイカー・ボーイズ The Fabulous Baker Boys | ヴィンス・ナンシー         |                |
| 1989   | 晩秋 Dad                                                            | ラルフ                     |                |
| 1995   | ケイティ Born to Be Wild                                            | ウォルター                 |                |
| 1998   | ラスベガスをやっつけろ Fear and Loathing in Las Vegas               | ミント・ホテルのホテルマン |                |
| 1999   | ユニコーン・キラーを追え The Hunt for the Unicorn Killer            | アーレン・スペクター       | テレビ映画     |
| 1999   | 雪のビッグ・ウェーブ Johnny Tsunami                                 | プリチャード校長           | テレビ映画     |
| 2001   | エボリューション Evolution                                          | カートライト               |                |
| 2001   | ポワゾン Original Sin                                               | ワース大佐                 |                |
| 2002   | ブロンド・ライフ Life or Something Like It                          | デニス                     |                |
| 2002   | 17歳の処方箋 Igby Goes Down                                         |                            | クレジットなし |
| 2002   | アダプテーション Adaptation.                                        | 検察官                     |                |
| 2009   | 完全なる報復 Law Abiding Citizen                                    | イゴール                   |                |
| 2011   | チェンジ・アップ/オレはどっちで、アイツもどっち!? The Change-Up     | フレミング・スティール     |                |
| 2011   | スーパー・チューズデー 〜正義を売った日〜 The Ides of March         | ジャック・スターンズ       |                |

### テレビシリーズ
| 放映年    | 邦題 原題                                                            | 役名                                    | 備考                                            |
| --------- | -------------------------------------------------------------------- | --------------------------------------- | ----------------------------------------------- |
| 1987-1994 | L.A.ロー 七人の弁護士 L.A. Law                                       | ジャック・アンジェレッティ              | 3エピソード                                     |
| 1989      | The Nutt House                                                       | デニス                                  | 10エピソード                                    |
| 1991      | バード事件簿 Gabriel's Fire                                          | エヴァン・スタール                      | 1エピソード                                     |
| 1993      | タイムマシーンにお願い Quantum Leap                                  | フィリップス                            | 1エピソード                                     |
| 1993,1998 | スタートレック:ディープ・スペース・ナイン Star Trek: Deep Space Nine | クレストロン人アイロン・タンドロ ヘイン | 別々の役で2エピソード                           |
| 1994      | ピケット・フェンス Picket Fences                                     | マイケル・クレイマー                    | 2エピソード                                     |
| 1994-1995 | Something Wilder                                                     | ジャック・トラヴィス                    | 15エピソード                                    |
| 1995-1996 | マーダー・ワン Murder One                                            | ロジャー・ガーフィールド                | 17エピソード                                    |
| 1996      | ER緊急救命室 ER                                                      | Burn Doctor                             | 1エピソード                                     |
| 1996      | シカゴ・ホープ Chicago Hope                                          | カイル・ミッチェル                      | 1エピソード                                     |
| 1997-1998 | 犯罪捜査官ネイビーファイル JAG                                       | ローレンス・カルバートソン              | 2エピソード                                     |
| 1998      | ブルック・シールズのハロー!スーザン Suddenly Susan                   | ボブ                                    | 1エピソード                                     |
| 1997-2003 | ザ・プラクティス ボストン弁護士ファイル The Practice                 |                                         | 異なる役で5エピソード                           |
| 1999      | V.I.P.                                                               | ロニー・ビーマン                        | 1エピソード                                     |
| 1999      | サンフランシスコの空の下 Party of Five                               | 学校の精神科医                          | 2エピソード                                     |
| 2000      | プロファイラー/犯罪心理分析官 Profiler                               | ジョエル・マークス                      | 6エピソード                                     |
| 2000      | スタートレック:ヴォイジャー Star Trek: Voyager                       | Dr. Dysek                               | 1エピソード                                     |
| 2000-2001 | Strip Mall                                                           | セルゲイ                                | 22エピソード                                    |
| 2001      | CSI:科学捜査班 CSI: Crime Scene Investigation                        | ノーマン・スターリング                  | 第1シーズン第13話「大爆破 絶体絶命」            |
| 2002      | ザ・ホワイトハウス The West Wing                                     | State Dept. Representative              | 1エピソード                                     |
| 2002      | ファイヤーフライ 宇宙大戦争 Firefly                                  | Magistrate Higgins                      | 1エピソード                                     |
| 2002      | NYPDブルー NYPD Blue                                                 | マーティン・ウォルシュ                  | 1エピソード                                     |
| 2002,2004 | フレンズ Friends                                                     | セオドア・ハニガン                      | 2エピソード                                     |
| 2002,2005 | スタートレック:エンタープライズ Star Trek: Enterprise                | ヴァルカン人ソペク船長 ブラック提督     | 2エピソード                                     |
| 2003      | WITHOUT A TRACE/FBI 失踪者を追え! Without a Trace                    | シドニーの同僚                          | 1エピソード                                     |
| 2003      | 弁護士ジャック・ターナー The Lyon's Den                              | トーマス                                | 1エピソード                                     |
| 2003      | NCIS 〜ネイビー犯罪捜査班 NCIS: Naval Criminal Investigative Service | FBI長官                                 | 2エピソード                                     |
| 2004      | M.I. 緊急医療捜査班 Medical Investigation                            | ハワード・ローソン                      | 1エピソード                                     |
| 2004      | The OC The O.C.                                                      | スティーブン                            | 1エピソード                                     |
| 2005      | 女検死医ジョーダン Crossing Jordan                                   | アンドリュー・ヘルム                    | 1エピソード                                     |
| 2005      | ボストン・リーガル Boston Legal                                      | トッド・ミルケン                        | 2エピソード                                     |
| 2005-2010 | 24 -TWENTY FOUR- 24                                                  | チャールズ・ローガン                    | 44エピソード                                    |
| 2008      | ミディアム 霊能者アリソン・デュボア Medium                           | ジェド・ギャリティ                      | 1エピソード                                     |
| 2008      | シークレット・アイドル ハンナ・モンタナ Hannah Montana               | ウィリアム・ハリス                      | エピソード                                      |
| 2008-2012 | メンタリスト The Mentalist                                           | ヴァージル・ミネリ                      | 15エピソード                                    |
| 2011      | ビッグ・ラブ Big Love                                                | ドワイヤー                              | 9エピソード                                     |
| 2011      | デスパレートな妻たち Desperate Housewives                            | ディック・バロウズ                      | 2エピソード                                     |
| 2010-2013 | コバート・アフェア Covert Affairs                                    | ヘンリー・ウィルコックス                | 15エピソード                                    |
| 2013      | ワンス・アポン・ア・タイム Once Upon a Time                          | アルフォンス                            | 第2シーズン第12話「フランケンシュタインの苦悩」 |
| 2015      | HAWAII FIVE-0 Hawaii Five-0                                          | アレックス・マッキー                    | 第5シーズン第12話「消えない過去」               |